# 중국국제항공 129편 추락 사고
중국국제항공 129편 추락사고(중국어: 中国国际航空129号班机空难, 영어: Air China Flight 129)는 2002년 4월 15일 중국 베이징 수도 국제공항을 출발해 대한민국 부산 김해국제공항으로 향하던 중국국제항공 소속 129편 민항기가 경상남도 김해시 지내동에 있는 돗대산(해발 380m) 정상 인근에 추락한 사고로 이 사고는 2024년 제주항공 2216편 활주로 이탈 사고가 발생하기 전까지 대한민국 영토 내에서 발생한 최악의 항공사고였다. 사고기는 당시 김해국제공항에 서클링(circling) 접근으로 착륙이 허가되었으며 서클링 접근으로 김해국제공항 18R 활주로에 착륙을 시도하던 중 선회 지점을 지나쳐 김해국제공항 북쪽의 돗대산에 충돌한 후 항공유가 누출되어 화재가 발생하면서 총 탑승인원 166명 중 기장과 2명의 승무원을 포함한 37명이 생존하였으나 부기장 2명을 포함한 129명은 목숨을 잃었으며 129명의 사망자 가운데 한국인은 111명이었다.

사망자/부상자/생존자 명단

## 개요
사고 기종은 보잉 767-200ER이며 사고 후 약 3년 만에 발표된 사고 조사 결과에서 대한민국 항공·철도사고조사위원회는 중국국제항공 129편 추락 사고의 원인을 항공기체, 관제시스템, 운항승무, 항공기상, 기타 영향을 받는 사항 등으로 나누어 조사한 결과를 종합한 결과 운항 승무원의 총체적인 안전 사항 미비에 따른 추락 사고로 결론을 내렸다.

## 사고 당시 비행상황
다음은 국토해양부 항공·철도사고조사위원회(ARAIB)의 중국국제항공 129편 사고조사 결과를 요약한 것이다.
- 비행자료기록장치(FDR) 자료에 의하면 중국국제항공 129편은 접근관제사의 지시에 따라 활주로 36 방향의 계기착륙장치(ILS) 최종접근로로 접근 시 LOC 및 APP 모드를 이용하여 진입한 이후에 활주로 18R 방향으로의 선회접근을 실시하였다. 선회접근의 최저치는 운저 700 피트, 시정 3.2 km의 접근범주 "C"를 사용하였다.
- 129편은 고도 2,600 피트, 항공기의 기수방향이 030도인 상태에서 횡적(Lateral) 모드는 로칼라이저(LOC) 모드를 이용하여 최종접근로에 진입하였고, 최종접근로에 진입한 7초후에 APP모드를 연결하였으나 수직(Vertical) 모드인 활공각(Glide Slope) 모드는 연결되지 않았으며 강하를 위해 V/S(Vertical Speed) 모드 및 FL CH(Flight Level Change) 모드를 사용하여 약 1,000 피트까지 강하를 실시하였다. 그 후 횡적 모드는 HDG(Heading) HOLD 모드를 사용하였으며 약 700 피트를 유지한 다음 Downwind leg로 진입을 위한 선회시에는 헤딩 선택(HDG SEL) 모드를 사용하였다. 이는 129편 운항승무원들이 비록 활주로 36L 방향의 최종접근로에서 APP 모드를 사용하였다 하더라도 Glide Slope 모드가 연결되지 않았으므로 A/P를 단절하지 않고도 자동비행장치의 다른 횡적 모드(HDG HOLD, HDG SEL)를 선택할 수 있었으므로 운항승무원이 선택한 모드에 따라 비행지시기 (F/D)는 제대로 지시했을 것으로 추정된다.
- 약 1,100 피트에서 활주로를 확인한 후 선회접근 장주로 진입하기 위해 좌선회를 실시하면서 제1부조종사가 "내가 조종한다(我來)"는 의사를 표시하고 자동조종장치를 풀고 수동으로 비행하였다. 129편이 활주로를 육안으로 확인하였다고 보고했을 때 접근관제사가 "Air China 129, contact tower, one eighteen point one, circle west"라고 주파수 변경 지시를 발부했으나 129편 운항승무원들은 오직 "Circle, circle, 18 right, Air China 129"이라고 복창했다. 129편 운항승무원들은 민항총국령에 의거 영어시험 합격증을 모두 소지하고 있었으나 통신을 담당했던 제2부조종사의 관제탑 주파수로의 이양지시 관련 등의 교신에 대해 기장 및 제1부조종사는 모니터를 제대로 수행하지 않아 관제탑 관제사와의 교신이 적절한 시기에 이뤄지지 않았고 운항승무원들이 관제탑과 교신이 이뤄졌을 때 항공기의 실제 위치는 활주로 18R의 접근시단과 평행한 지점 부근이었다.
- FDR 기록에 의하면 당시 비행을 담당하였던(PF) 제1부조종사는 활주로 36L 최종접근로로부터 선회접근을 위한 선회를 시작할 때 표준율 선회(Standard Rate Turn)로 Downwind leg로 진입하기 위한 45도 좌선회(HDG 315도)를 하지 못하고 적은 경사각(5.3도∼최대 19.9도)으로 선회함으로써 315도 기수방향으로 선회하는 시간이 지연되어 활주로 18R 방향의 접근 시단(Threshold)과 평행한 지점 부근을 지날 때 Downwind leg에 진입하였다. 이 시기에 적은 경사각과 바람의 방향 및 속도가 210도의 17 노트로 불리한 영향을 주었기 때문에 접근 시단과 평행한 지점을 지날 때 항공기 위치는 Downwind 폭이 1.1 NM이었고, 이는 정상적인 Downwind 폭보다 좁은 것이었으며 기장은 Downwind leg에 진입한 후 다시 자동조종장치를 연결하였다.
- 기장 진술에 의하면 활주로 북단 끝을 통과한 후 20초 시간 측정 중, 관제사의 착륙허가 교신내용에 신경을 기울이다가 3선회를 실시하지 못하였다고 진술하였다. 그러나 FDR 자료의 분석에 의하면 129편 항공기는 이 시기에 좌측으로 기수방향이 변화하였는데 이는 기장이 장주폭을 넓히기 위해 항공기의 기수방향을 좌로 선회하였던 것으로 추정된다. 모의실험비행 결과에 의하면 129편이 비행한 장주폭으로 3선회를 할 경우 최종 접근로를 초과하여 최종선회가 이루지는 것으로 나타났다. 정확한 지시속도 및 고도의 유지, 계속적인 시각참조물의 확인, 시기적절한 3선회는 선회접근과 착륙을 위해 필수적인 조건들이었으나 제1 및 제2부조종사는 시간측정의 완료시점에 대한 확인 및 활주로 또는 시각참조물 등이 시야에서 보이지 않았을 때 기장에게 미리 복행하도록 적극적으로 조언하지 않았다.
- FDR 및 CVR 자료에 의하면 항공기가 활주로 18R의 접근 시단과 평행한 지점을 통과할 때, 운항승무원들의 시간 측정 시작은 정확했다. 아마도 기장은 배풍의 영향을 고려하였기 때문에 시간 측정을 시작한 13초 후(11:20:15) 그 당시 항공기를 조종하고 있던 제1부조종사에게 "터닝 베이스(Turning Base)"라고 말하며, 3선회할 것을 지시하였을 수도 있다. 그러나 KAIB는 기장이 배풍, 시정상태 등 상황을 고려하여 11:20:17부터 기장이 "내가 조종할께(我來飛)"라고 말하며, 항공기를 조종하기로 결정하였던 것으로 판단했다.
- 129편은 선회 접근시 3선회 전까지 Downwind Leg에서 150∼160 노트의 속도로 비행함으로써 항공기가 활주로 18R의 접근 시단과 평행한 지점을 통과할 때 140노트인 접근범주 "C"의 최대속도를 초과하였다. FDR 기록에 의하면, 항공기가 활주로 18R의 접근 시단과 평행한 지점을 통과할 때의 속도는 158 노트였고 대지속도(GS)는 177 노트로 나타났다. 이것이 Downwind leg가 연장된 하나의 요인이 되었을 것이다. 기장은 선회접근 장주의 Downwind leg에서 11:20:02에 시간측정을 시작한 지 20초가 경과한 시점인 11:20:22에 정상적인 3선회를 시작하지 못하고 11:20:37에 항공기의 기수 방향이 351도인 상태에서 A/P를 풀고 정상보다 지연된 3선회를 시작했으나 약 40초가 경과한 시점인 11:20:42에 기수방향이 360도 방향을 지나 남쪽을 향한 선회가 이루어졌으며 이것이 선회접근구역 "C" 및 "D"를 벗어나는 결정적인 요인이 되었다.
- 3선회를 시작하면서 기장은 11:20:37에 수동으로 비행함으로써 비행계기 및 활주로 등 외부참조물을 확인하기 위해 주의력이 분산되었을 것이며 시정(Visibility)이 제한을 받는 상태에서 외부의 상황을 파악하기가 어려웠을 것으로 추정된다. 11:20:54에 기장은 "활주로를 찾는데 도와줘"라고 부조종사에 요청하였으나 제1부조종사는 활주로나 지상참조물을 시각적으로 확인하였다는 응답이 없이 11:20:59에 "비행하기 힘들어지는데"라고 말했으나 기장은 이와 같은 내용의 대화를 기억하지 못한다고 진술했다.
- 어떤 이유에서 제1부조종사가 그런 말을 한 것인지는 확인되지 않았으나, 이 시기에 구름에 진입하였을 것으로 추정된다. 11:21:02에 제1부조종사는 외부의 상황에 대한 언급이 없이 "고도에 주의하고"라는 조언했으며 11:21:09에 기장이 재차 "활주로 봤나?"라고 물었을 때 11:21:10에 제1부조종사는 "없는데.. 안 보이는데요"라고 하며, 11:21:12에 "복행하시오"라고 말하였다. 구름사이로 전방의 장애물을 확인하고, 11:21:15에 제1부조종사가 "당겨!(Pull up!) 당겨!(Pull up!)"라고 외쳤으며 이에 기장이 조종간을 당겼으나 이미 너무 늦어버렸고 그 결과 항공기는 산에 충돌하고 말았다. 129편 항공기에는 지상접근경고장치(GPWS)가 장착되어 있었으나 랜딩기어가 내려오고 착륙 플랩(25도 이상)이 설정되었고 최대 접근율이 1,800 FPM이었기 때문에 설계상 지상접근 경고음은 발령되지 않았다.

## 사고 원인 분석
- 129편 운항 승무원들은 선회접근과 관련된 대형항공기(B762)의 착륙기상 최저치를 숙지하지 못하고 선회접근을 수행하였으며 접근 브리핑시 중국국제항공의 운항 및 훈련매뉴얼에 수록된 브리핑 항목 중 실패접근 관련사항 등을 포함하지 않았다.
- 운항 승무원들은 승무원 자원관리를 미흡하게 운영하게 운영하였으며 활주로 18R로 선회접근을 실시하는 동안 상황인식을 상실하면서 기장이 의도했던 시기의 3선회를 실시하지 못하고 지연되어 항공기가 선회접근구역을 벗어났다.
- 운항 승무원들은 활주로 18R로의 선회접근 중 활주로를 시야에서 잃어버렸을 때 복행을 실시하지 않아 김해국제공항 북쪽의 높은 지형 장애물(돗대산)에 충돌하였다.
- 항공기 추락 약 5초 전, 부조종사가 기장에게 복행할 것을 권고했지만 기장은 이에 대하여 반응하지 못했으며 제1부조종사도 복행하지 않았다.

## 후속 조치
사고와 관련된 조사에는 국토교통부(당시 건설교통부) 항공·철도사고 조사위원회(KAIB), 중국민항총국(CAAC), 미국 연방교통안전위원회(NTSB)가 함께 참여했으며 사고 발생 3년 후 2005년 5월 6일 그 결과가 발표되었다.
사고 당시 관제사가 최저 안전 고도 경보시스템(MSAW)의 작동을 제 때에 확인하지 못해 적극적인 대처를 하지 못하였다는 지적이 있었고 중국 측 사고 조사단은 이와 관련한 문제점을 주장했지만 최종 조사 결과 본문에는 이와 관련한 내용이 누락되었고 부록에만 수록되었다.
탑승했던 승객들 중 사망한 승객들에 대한 보상 또한 문제였으며 보상 문제 때문에 법정 공방으로 이어져 사고 해결이 늦어지면서 유족들은 시신을 바로 안장하지 못했다. 
중국국제항공의 자체 약관에는 이와 관련된 내용이 포함되어 있지 않아 중국국제항공 측은 「조종사의 무모한 과실에 의한 사고가 아니면 사망자 1명당 2,500만 원 한도 내에서 보상한다」라고 규정한 헤이그 의정서를 준용하여 보상하겠다고 밝혔으나 나머지 사망자들에 대한 보상이 제대로 이루어지지 못한 채 재판이 진행되었다.
2009년 12월 24일 대법원에서 원심 확정을 통해 유족 보상금 8억 원을 지급하라는 판결이 내려져 재판이 마무리 단계에 접어들었으나 창원시 성산구 상남동의 한마음병원에 임시 보관된 유골 110구와 관련된 7억 원의 장례 비용 지급 건과 관련되어서는 대법원의 판결에서 빠져 있어 중국국제항공은 '책임을 질 필요 없다'는 언급으로 일관하여 사고 발생 이후 8년째 발인하지 못했다.
기나긴 기다림 끝에 유골 보관 비용을 중국국제항공이 부담하기로 최종 합의하여 사고가 발생한 지 10년 6개월 만인 2012년 10월 27일에 김해시 상동면 묵방리의 신어산 소재 희생자 추모공원 근처 봉안시설인 경남영묘원에 안치되었으며 2011년부터 매년 이곳에서 위령제가 열리고 있다.

## 같이 보기
- 아메리칸 항공 965편
- 아시아나항공 733편 추락 사고
- 중화항공 140편 추락 사고

## 관련 미디어
- 꼬리에 꼬리를 무는 그날 이야기 (2024, SBS)